# Anzor Q'avazashvili
Anzor Q'avazashvili (in georgiano ანზორ ყავაზაშვილი?, in russo Анзор Амберкович Кавазашвили?, Anzor Amberkovič Kavazašvili; Batumi, 19 luglio 1940) è un allenatore di calcio ed ex calciatore sovietico, di ruolo portiere.

## Carriera
Squadre di club
Giovanissimo entra nel settore giovanile della Dinamo di Tbilisi, suo maestro è l'ex portiere Boris Frolov, ed inizia la trafila delle rappresentative nazionali sovietiche grazie alle quali si mette in luce ed ottiene la chiamata di Žarkov allo Zenit Leningrado: accetta il trasferimento per poter giocare, a Tbilisi è chiuso da Sergej Kotrikadze.
È Slava Metreveli, ala georgiana della Torpedo di Mosca, a contattarlo per conto di Viktor Maslov ed a proporgli il passaggio nella compagine moscovita. I primi tempi alla Torpedo sono complicati da un infortunio al legamento rotondo dell'anca ma è fortunato allorché il Ministero della Difesa, per rinforzare il CSKA Mosca, precetta il portiere titolare Gluhotko.
Nel 1969 si trasferisce allo Spartak Mosca vincendo subito il titolo ed interrompendo l'egemonia della Dinamo Kiev dello stesso Maslov.
Vinse il campionato sovietico nel 1965 e nel 1969 e la Coppa dell'Unione Sovietica nel 1968 e nel 1971. Per due volte è eletto miglior portiere del campionato dalla rivista "Ogonyok".
Nazionale
Esordisce in nazionale nel giugno 1965 in un 6-0 contro la Danimarca ed è il secondo di Lev Jašin ai mondiali inglesi del 1966, gioca nelle due vittorie con Corea del Nord e Cile, ma nelle fasi decisive deve accontentarsi di ammirare il più celebre collega.
È invece titolare nell'edizione iridata successiva in Messico nel 1970: l'Unione Sovietica viene eliminata nei quarti di finale dall'Uruguay grazie ad un gol controverso, Cubilla gioca il pallone mentre il portiere e i suoi compagni della difesa si attardano per reclamare un fallo di fondo.

## Palmarès

### Giocatore
- Campionato sovietico: 2

Torpedo Mosca: 1965
Spartak Mosca: 1969
- Coppa dell'Unione Sovietica: 2

Torpedo Mosca: 1967-1968
Spartak Mosca: 1971

### Allenatore
- Vtoraja Liga: 1

Spartak Kostroma: 1973